# Campoplex cylindricus
Campoplex cylindricus är en stekelart som beskrevs av Julius Theodor Christian Ratzeburg 1844. Campoplex cylindricus ingår i släktet Campoplex och familjen brokparasitsteklar. Inga underarter finns listade.